# Municipio de Rockwood (condado de Hubbard)
El municipio de Rockwood (en inglés: Rockwood Township) es un municipio ubicado en el condado de Hubbard en el estado estadounidense de Minnesota. En el año 2010 tenía una población de 430 habitantes y una densidad poblacional de 4,61 personas por km².

## Geografía
El municipio de Rockwood se encuentra ubicado en las coordenadas 47°21′46″N 94°58′48″O / 47.36278, -94.98000. Según la Oficina del Censo de los Estados Unidos, el municipio tiene una superficie total de 93.35 km², de la cual 86,24 km² corresponden a tierra firme y (7,62 %) 7,11 km² es agua.

## Demografía
Según el censo de 2010, había 430 personas residiendo en el municipio de Rockwood. La densidad de población era de 4,61 hab./km². De los 430 habitantes, el municipio de Rockwood estaba compuesto por el 96,51 % blancos, el 1,86 % eran amerindios, el 0,47 % eran asiáticos, el 0,23 % eran de otras razas y el 0,93 % eran de una mezcla de razas. Del total de la población el 1,16 % eran hispanos o latinos de cualquier raza.